# San Miguel del Robledo
San Miguel del Robledo es un municipio y localidad española de la provincia de Salamanca, en la comunidad autónoma de Castilla y León. Se integra dentro de la comarca de la Sierra de Francia. Pertenece al partido judicial de Ciudad Rodrigo y a la Mancomunidad Sierra de Francia.
Su término municipal está formado por un solo núcleo de población, ocupa una superficie total de 10,39 km² y según los datos demográficos recogidos en el padrón municipal elaborado por el INE en el año 2017, cuenta con una población de 60 habitantes.

## Geografía
En las cercanías del pueblo se puede visitar la Sierra de las Quilamas, el río Francia y el pico Codorro.

## Historia
La fundación de San Miguel del Robledo se debe al proceso de repoblación llevado a cabo por los reyes leoneses en la Edad Media en la sierra de Francia, quienes le dieron el nombre de Arroyomuerto, nombre con el que pasó a formar parte del alfoz de Miranda del Castañar tras la creación de éste por el rey Alfonso IX de León en 1213. Con la creación de las actuales provincias en 1833, fue incluido en la provincia de Salamanca, dentro de la Región Leonesa, adscripción territorial que se ha mantenido vigente hasta la actualidad. 
En 1982 se cambió la denominación Arroyomuerto por la San Miguel del Robledo. La población se desplazó desde los alrededores de la ermita hasta la vera del río abandonando el pueblo antiguo. "Arroyomuerto" es el nombre popular que se sigue manteniendo. 

## Demografía
San Miguel del Robledo cuenta con una población de 43 habitantes (INE 2024).
| Gráfica de evolución demográfica de Arroyomuerto entre 1842 y 2021 |
| |
| Población de derecho según los censos de población del INE Población de hecho según los censos de población del INEEn estos censos se denominaba San Miguel del Robledo: 1991 y 2001 |

Según el Instituto Nacional de Estadística, San Miguel del Robledo tenía, a 31 de diciembre de 2018, una población total de 56 habitantes, de los cuales 32 eran hombres y 24 mujeres. Respecto al año 2000, el censo refleja 105 habitantes, de los cuales 49 eran hombres y 56 mujeres. Por lo tanto, la pérdida de población en el municipio para el periodo 2000-2018 ha sido de 49 habitantes, un 47 % de descenso.

## Administración y política
| Partido político                         | 2019  | 2019  | 2019       | 2015  | 2015  | 2015       | 2011  | 2011  | 2011       | 2007  | 2007  | 2007       | 2003  | 2003  | 2003       |
| Partido político                         | %     | Votos | Concejales | %     | Votos | Concejales | %     | Votos | Concejales | %     | Votos | Concejales | %     | Votos | Concejales |
| Partido Popular (PP)                     | 67,39 | 31    | 2          | 81,63 | 40    | 3          | 79,25 | 42    | 3          | 82,54 | 52    | 1          | 60,47 | 52    | 4          |
| Partido Socialista Obrero Español (PSOE) | 28,26 | 13    | 1          | 10,20 | 5     | 0          | 13,21 | 7     | 0          | 17,46 | 11    | 0          | 33,72 | 29    | 1          |

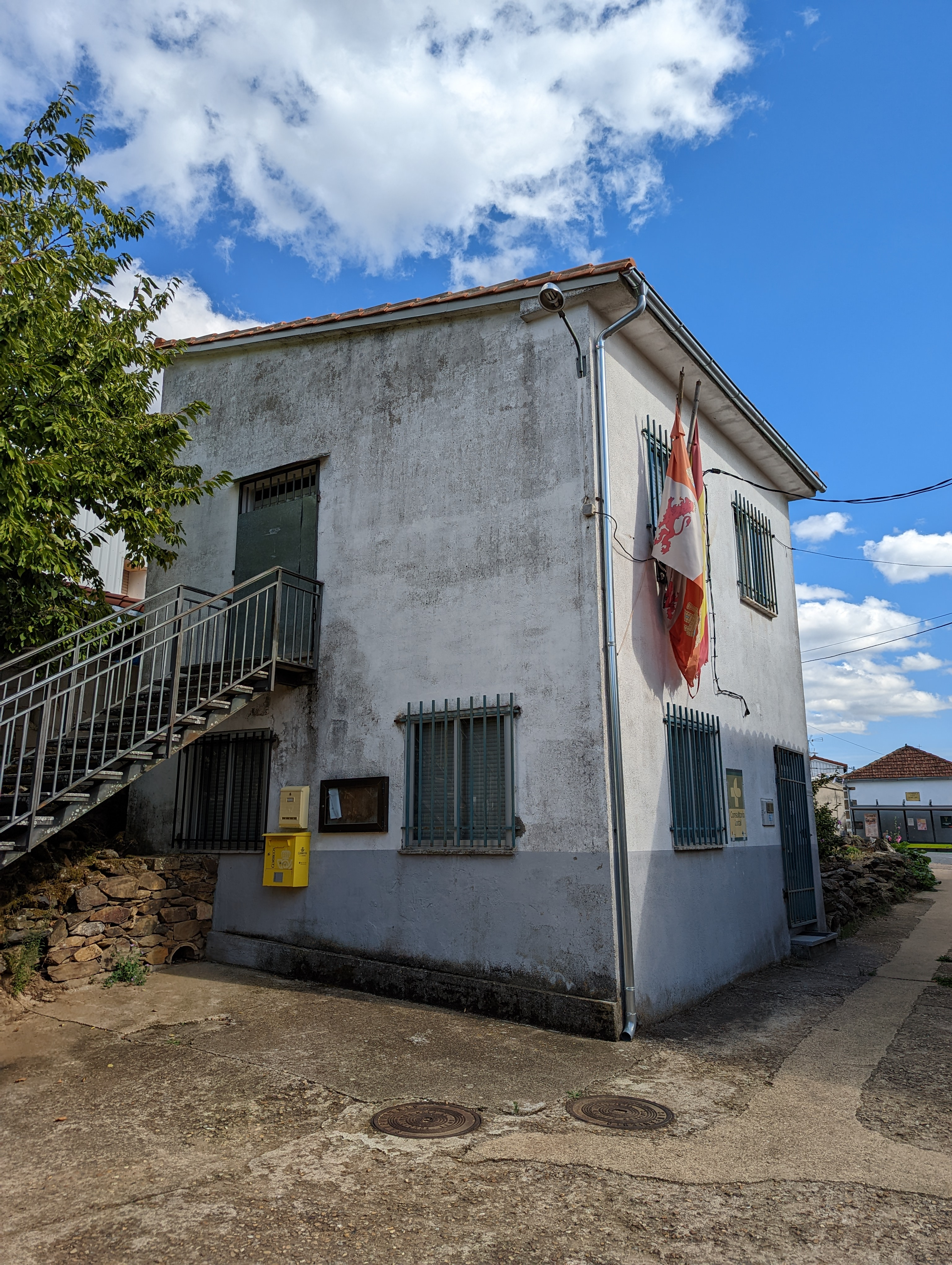
Casa consistorial

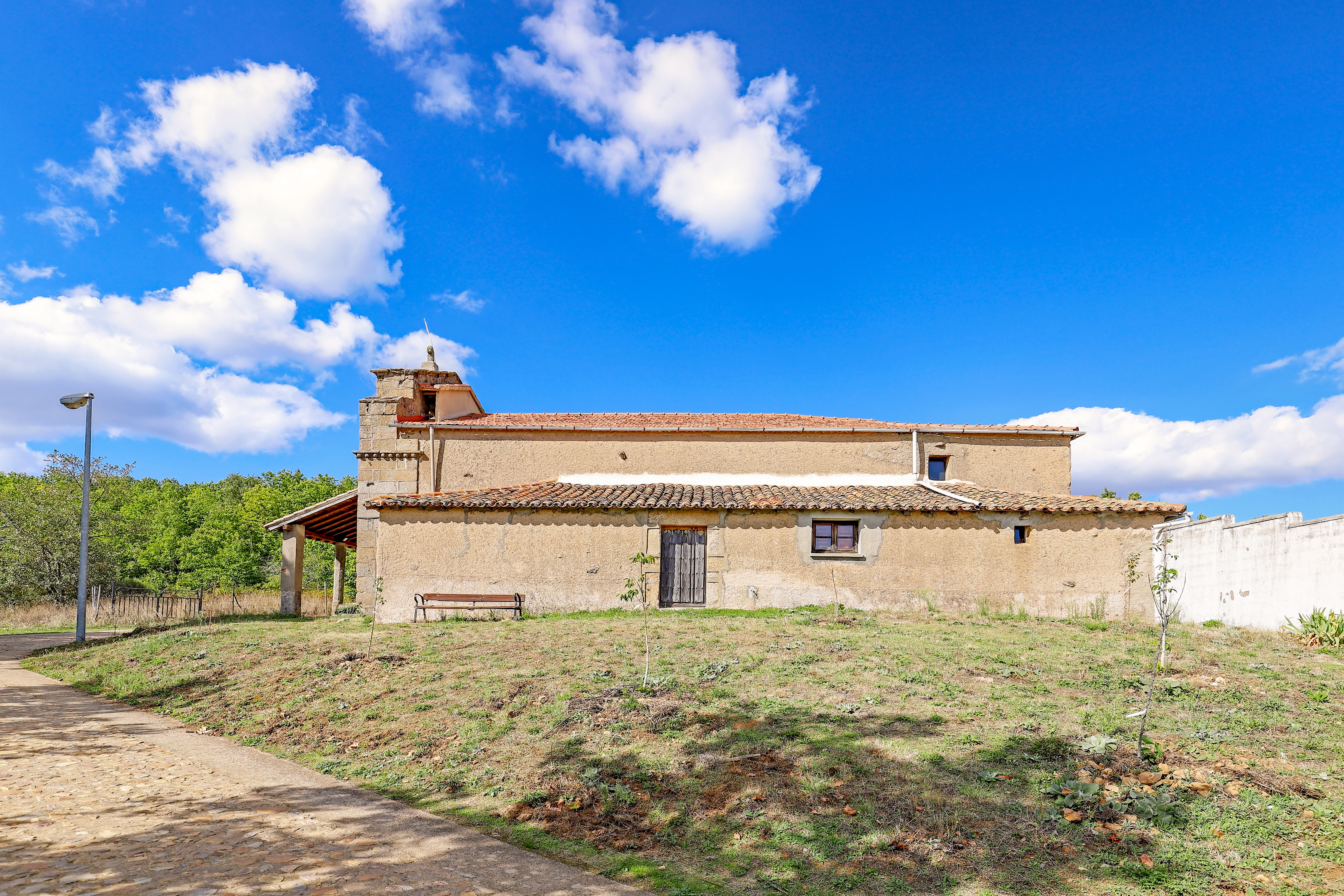
Iglesia de San Miguel Arcángel

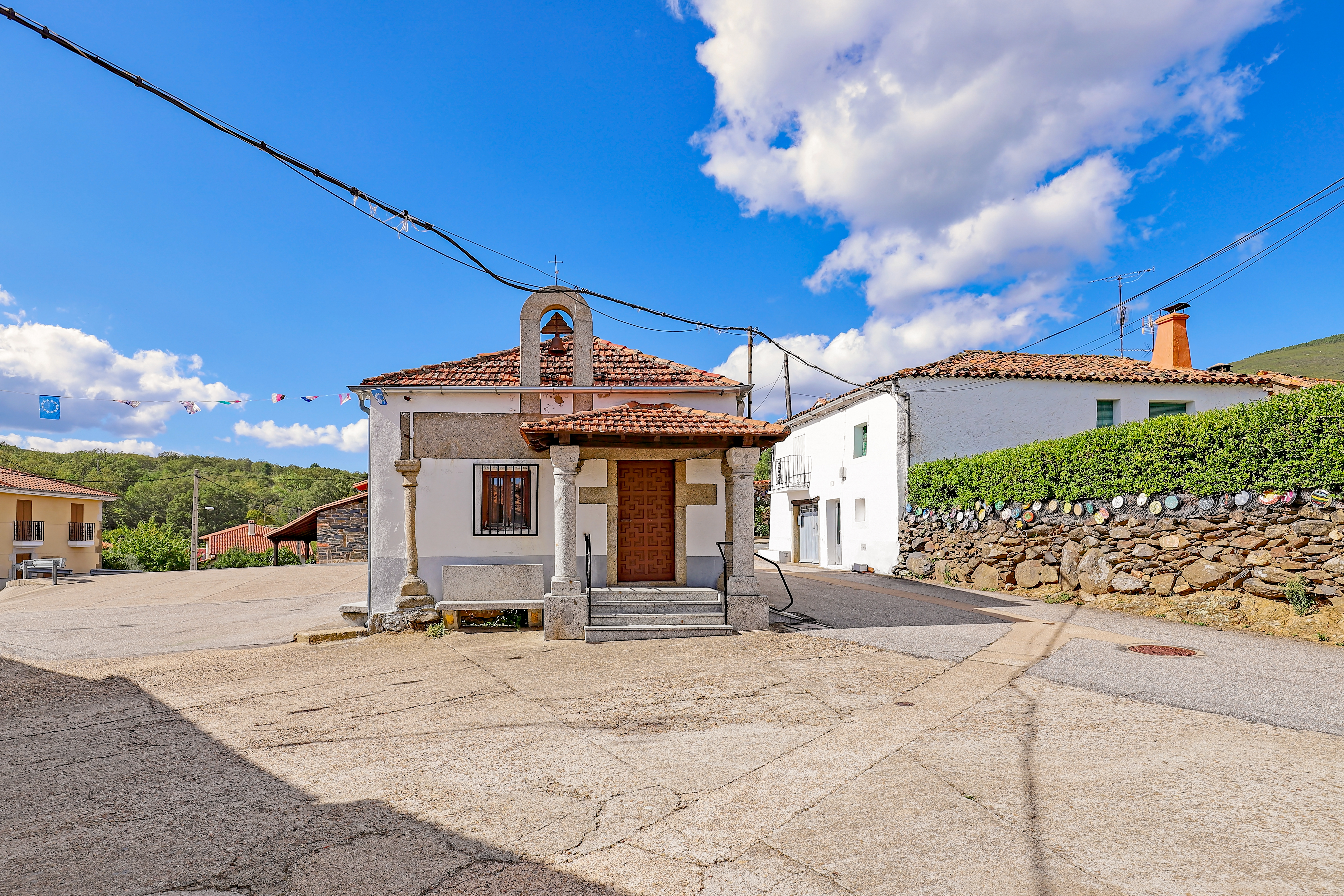
Ermita del Humilladero

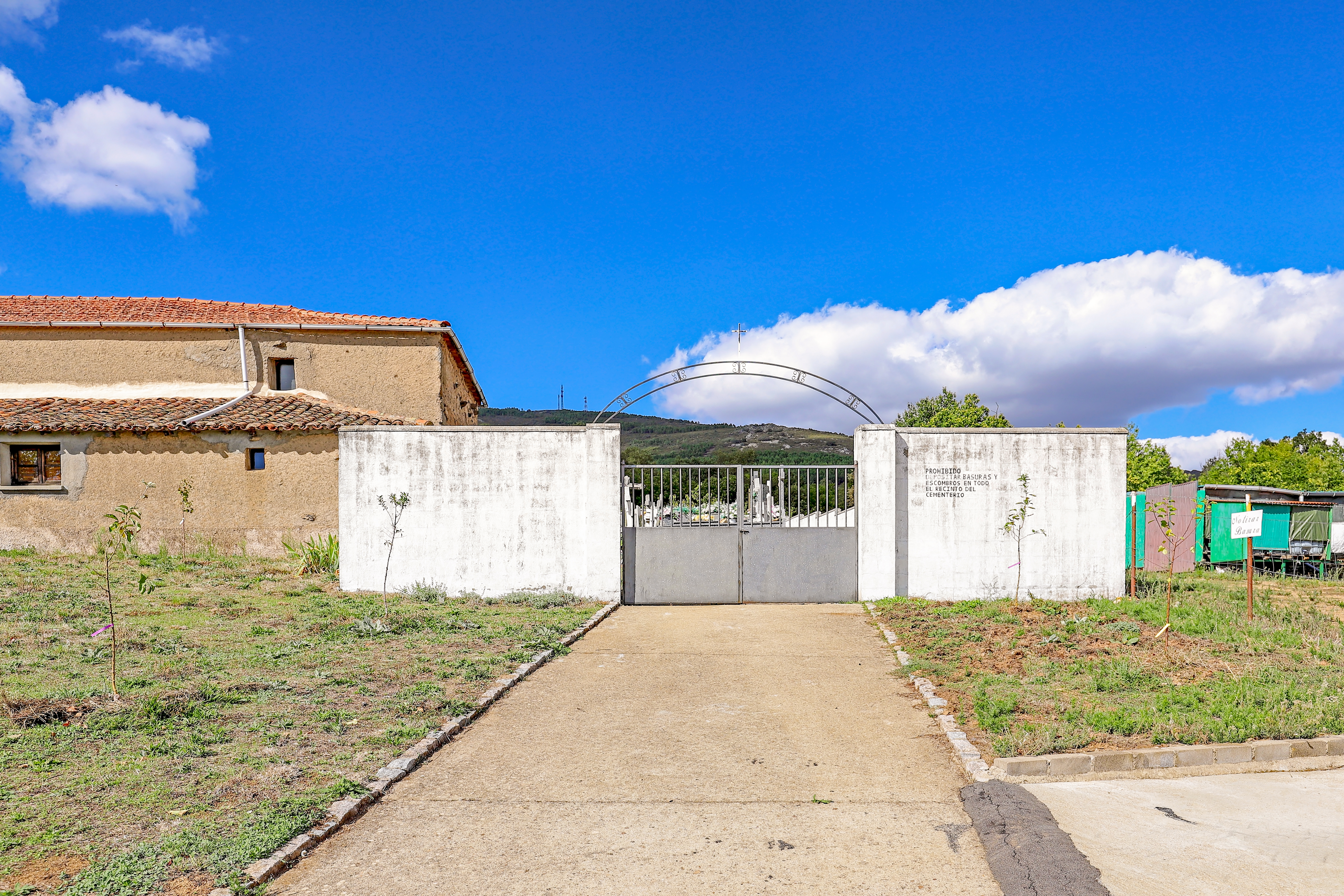
Cementerio

El alcalde de San Miguel del Robledo no recibe ningún tipo de prestación económica por su trabajo al frente del ayuntamiento (2017).